# JWM Partners
JWM Partners war ein von John Meriwether geleiteter Hedgefonds mit Sitz in Greenwich. Der Hedgefonds wurde 1999 gegründet und schloss im Juli 2009.

## Gründung
John Meriwether war bei der Gründung von JWM Partners 1999 bereits ein großer Name, da er mit Long-Term-Capital-Management (LTCM) den wohl berühmtesten Hedgefonds aller Zeiten im Jahre 1994 gegründet hatte. Dieser kollabierte 1998 nach sensationellen Gewinnen in den Jahren zuvor und musste von einem Konsortium von Banken gerettet werden. Nach dem Scheitern von LTCM gründete John Meriwether bereits ein Jahr später den Hedgefonds JWM Partners. Das Startkapital betrug 250 Millionen $ (ca. 229 Millionen €). Dies war im Vergleich zu den unglaublichen Summen, die LTCM zur Verfügung hatte, wenig.

## Mitarbeiter
Viele der alten Partner bei LTCM wechselten auch zu JWM Partners LLC. Mit Victor Hagnani und Larry Hilibrand waren die beiden wichtigsten Trader von LTCM auch bei JWM Partner wieder mit an Bord.

## Strategie
Auf Grund des ähnlichen Personals blieb auch die Strategie des Fonds im Vergleich zu LTCM ähnlich. Man setzt weiterhin auf das Arbitrage Trading, aber versuchte das Risiko kleiner zu halten als in der Endphase von LTCM.

## Performance
Der Fonds erzielte mehrere Jahre Gewinne. Nicht in der Größenordnung wie LTCM, aber 2007 standen circa 3 Milliarden $ (ca. 2,75 Milliarden €) unter der Verwaltung von JWM Partners. Im ersten Quartal des Jahres 2008 verlor der Fonds allerdings 31 % im Hauptfonds und büßte somit einen großen Teil seines Kapitals ein. Dieser Trend setzte sich fort und bei Schließung im Juli 2009 hatte der Fonds zwischen September 2007 und Februar 2009 44 % seines Kapitals verloren.